# Xã Duncan, Quận Tioga, Pennsylvania
Xã Duncan (tiếng Anh: Duncan Township) là một xã thuộc quận Tioga, tiểu bang Pennsylvania, Hoa Kỳ. Năm 2010, dân số của xã này là 208 người.